# Elvira
Elvira je žensko osebno ime.

## Izvor imena
Ime Elvira je špansko, ki je verjetno germanskega izvora. Razlagajo ga iz gotskega imena Alahwara, Alwara z domnevnim pomenom »vse verujoča«. Drugi raziskovalci menijo, da je ime Elvira samo različica arabsko-španskega imena Elmira, ki je pomenulo »kneginja«. Nekateri pa menijo, da je ime izpeljano iz  imena kraja Aliberris v španski provinci Granada.

## Različice imena
- ženske različice imena: Ela, Eli, Elica, Elka, Elva, Elvija, Elvica
- moški različici imena: Elvir, Elviro

## Pogostost imena
Po podatkih Statističnega urada Republike Slovenije je bilo na dan 31. decembra 2007 v Sloveniji število ženskih oseb z imenom Elvira: 634.

## Osebni praznik
V koledarju je ime Elvira zapisano 16. julija (Elvira, opatinja nemškega samostana Oren, † 16. julij v 12. stoletju) in 25. avgusta (Elvira, francoska mučenka).